# Џандрљиви муж (филм из 1998)
„Џандрљиви муж“ је југословенска драма из 1998. године. Режирао ју је Милан Кнежевић, а сценарио је адаптирао Радомир Путник према истоименом делу Јована Стерије Поповића.